# Sechskaiserjahr
Als Sechskaiserjahr wird das Jahr 238 n. Chr. bezeichnet. Die chaotischen, teils bürgerkriegsartigen Ereignisse dieser Monate gelten als eine der schwersten Regierungskrisen der römischen Geschichte und offenbarten strukturelle Probleme des Kaisertums am Ende der Epoche des Prinzipats, die erst in der Spätantike vorläufig überwunden werden konnten (siehe Reichskrise des 3. Jahrhunderts).
In diesem Jahr waren nach- und miteinander sechs Männer vom Senat als römischer Kaiser anerkannt:
- Maximinus Thrax
- Gordian I.
- Gordian II.
- Pupienus
- Balbinus
- Gordian III.

Ihren Anfang nahmen die Ereignisse mit dem Usurpationsversuch Gordians I. in Nordafrika, der aber gemeinsam mit seinem Sohn Gordian II. rasch den Tod fand. Da sich der römische Senat jedoch bereits voreilig gegen den amtierenden Kaiser Maximinus ausgesprochen hatte, rief er in dieser Situation zwei weitere Gegenkaiser aus, Pupienus und Balbinus. Bald darauf wurde Maximinus mitten im Bürgerkrieg von seinen eigenen Soldaten erschlagen; die Rivalität zwischen Pupienus und Balbinus führte aber binnen kurzer Zeit zu ihrem Tod. Gordian III., der Enkel Gordians I., wurde nun in Rom zum Augustus ausgerufen und regierte anschließend immerhin sechs Jahre lang.

## Die Kaiser des Sechskaiserjahres

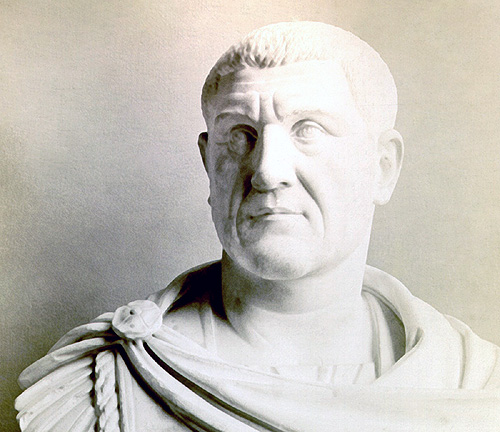
Büste des Maximinus Thrax

### Maximinus Thrax
Gaius Iulius Verus Maximinus Thrax war römischer Kaiser von 235 bis 238. Er gilt als der erste der so genannten Soldatenkaiser. Im März 235 war er von den Rheinlegionen zum Kaiser ausgerufen worden. Obwohl er militärisch durchaus erfolgreich war und sein Bild in den Quellen offenbar stark negativ verzerrt wird, scheint es ihm nie gelungen zu sein, die allgemeine Akzeptanz zu erreichen, die für einen römischen princeps auf Dauer unverzichtbar war. Insbesondere im Osten des Reiches und bei einem Teil der Senatoren war der Kaiser anscheinend wenig beliebt. Während seiner gesamten Regierungszeit hielt sich Maximinus niemals in der Stadt Rom auf.
Nach Unruhen in der Provinz Africa wurde der dortige Prokonsul (Statthalter), Gordianus, Anfang 238 in Karthago zum Kaiser ausgerufen. Anders als die ältere Forschung annahm, war dies, wie Frank Kolb schon 1977 zeigen konnte, keine langfristig geplante Aktion senatorischer Verschwörer gegen Maximinus; die Erhebung war vielmehr die spontane Folge der Eskalation einer lokalen Krisensituation. Gordians Anhänger in Italien töteten aber in Rom den Stadt- und den Prätorianerpräfekten und konnten so den Senat zur Anerkennung des Usurpators bewegen. Der abwesende Maximinus und sein Sohn, der Caesar Maximus, wurden gleichzeitig zu Staatsfeinden (hostes) erklärt. Etwa die Hälfte der Provinzstatthalter, vor allem im Westen des Reiches, blieb dem Kaiser allerdings treu. Auch die Prätorianer stellten sich gegen den Senat und Gordian, zogen sich aber nach blutigen Straßenkämpfen vorerst in ihre Kaserne zurück.

### Gordian I. und Gordian II.
Gordianus bzw. Gordian I. war nur vom 19. März bis 9. April 238 (die genaue Chronologie ist umstritten) mit seinem Sohn Gordian II. als Mitregenten römischer Kaiser. Gordian war bereits 80 Jahre alt, als er – angeblich gegen seinen Willen – zum Kaiser ausgerufen wurde. Er starb durch Suizid, nachdem er vom Tod seines Sohnes erfahren hatte.
Gordian II. war Mitregent seines Vaters Gordian I. Seine kurze Amtszeit entspricht der seines Vaters. Er starb im Kampf mit Capelianus, dem Maximinus gegenüber loyalen Statthalter von Numidien und Kommandeur der legio III Augusta. Gordian II. unterlag laut Aussage der Quellen vor allem deshalb, weil er als Kunstliebhaber angeblich keinerlei militärische Erfahrung besaß. Ob dies stimmt, ist kaum zu entscheiden.

### Pupienus und Balbinus
Die Nachricht vom Tod der Gordiane und dem Heranrücken des Maximinus, der sich von Norden auf Italien zubewegte, ließ in Rom Panik ausbrechen. Man hatte allen Grund, die Rache des Kaisers zu fürchten. Der Senat, der sich offenbar auch in höchster Not nicht auf einen einzigen Kandidaten einigen konnte, ernannte nun Pupienus und Balbinus zu völlig gleichberechtigten Kaisern, die den Widerstand gegen Maximinus organisieren sollten. Maximinus zog derweil weiter gen Italien und wurde während der erfolglosen Belagerung von Aquileia Ende April überraschend gemeinsam mit seinem Sohn von seinen eigenen Truppen ermordet. Sein Kopf wurde abgeschlagen und auf einer Stange nach Rom geschickt. Damit gab es vorläufig zwei Kaiser (Augusti) sowie einen Caesar, nämlich den jungen Enkel Gordians I. (siehe unten).
Die kurze Regierungszeit der beiden Augusti war von gegenseitigem Misstrauen geprägt; Schuld hieran war die unklare Hierarchie zwischen den beiden Kaisern. Balbinus übernahm offenbar die Leitung der zivilen Staatsgeschäfte, während Pupienus sich zunächst mit der Organisation des Widerstands gegen Maximinus Thrax befasste. Die Begeisterung der Römer für den siegreichen Pupienus war dann vielleicht ein Anlass für dessen Bruch mit seinem Mitkaiser. Die germanische Leibwache des Pupienus verärgerte die Prätorianer, die sich ohnehin ins Abseits gedrängt und um ihre Rolle als Kaisermacher betrogen fühlten; schließlich ermordeten sie unter Ausnutzung der Rivalität zwischen Pupienus und Balbinus die beiden Augusti. Nach einer angeblich nur 99 Tage dauernden Regentschaft der beiden „Senatskaiser“ hatte sich erneut gezeigt, dass der Senat sich im Kampf um die Macht im Reich im Zweifelsfall nicht gegen das Militär behaupten konnte.

### Gordian III.

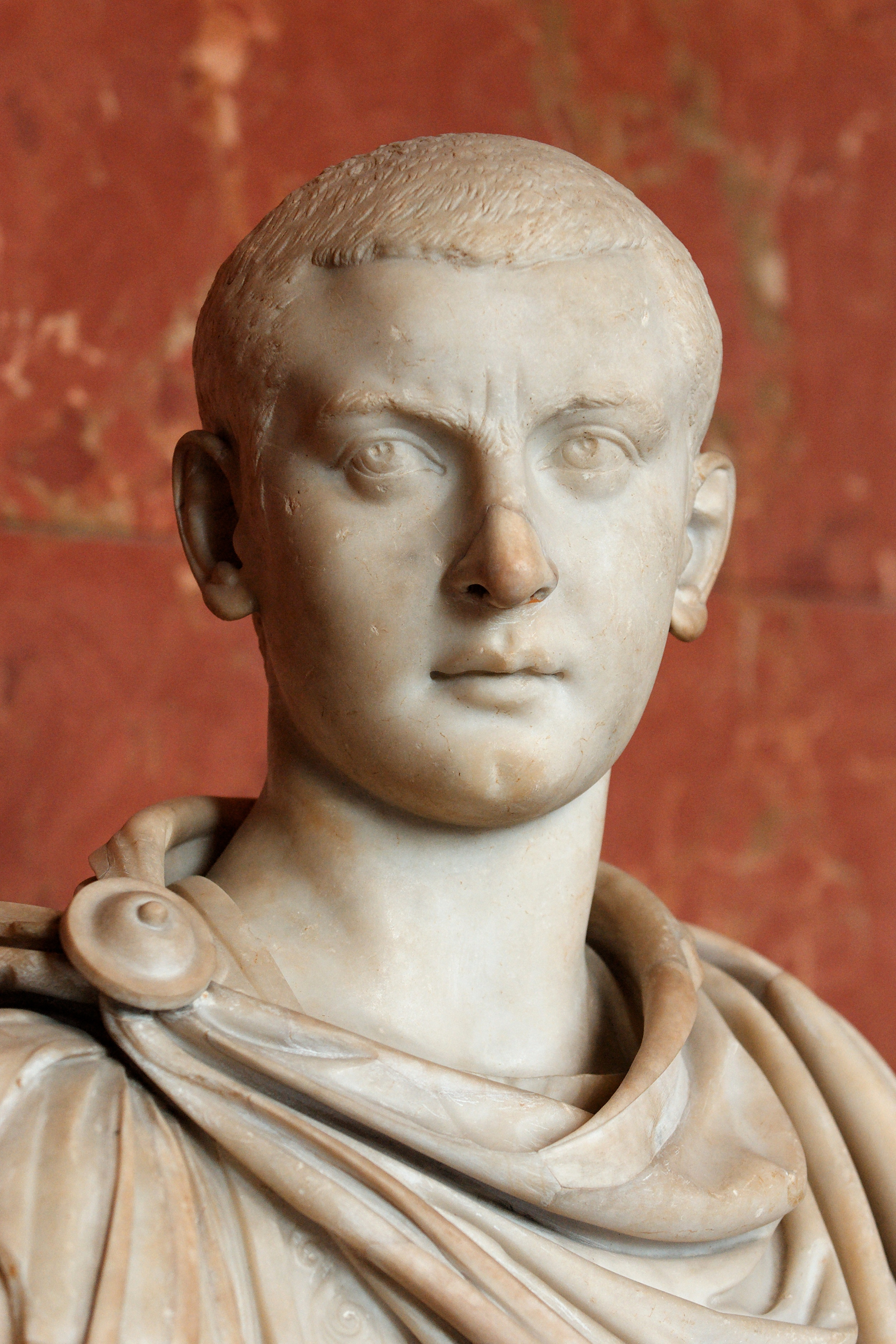
Gordian III.

Gordian III. war von 238 bis 244 römischer Kaiser. Als Enkel Gordians I. und Neffe Gordians II. wurde er nach deren Tod zunächst zum Caesar und princeps iuventutis ernannt und nach der Ermordung von Balbinus und Pupienus bereits als kaum 14-Jähriger von den Prätorianern zum alleinigen Kaiser (Augustus) ausgerufen. Damit endeten die Wirren des Sechskaiserjahres.
Gordian III. bzw. seinen Beratern gelang es, die Grenzen des römischen Reichs vorläufig zu sichern, einen Aufstand in Africa niederzuschlagen und die Goten und Sarmaten zu schlagen. 243 begann er schließlich einen Feldzug gegen die persischen Sassaniden, den offenbar bereits die Senatskaiser Balbinus und Pupienus geplant hatten. Als sein Prätorianerpräfekt Timesitheus, das heimliche Haupt der Regierung und Gordians Schwiegervater, unterwegs starb, ernannte der Kaiser Marcus Iulius Philippus, genannt Philippus Arabs, zu dessen Nachfolger. Dieser war vermutlich 244 für Gordians Tod (der sich im Raum des heutigen Bagdad ereignete) im Krieg gegen die Sassaniden verantwortlich; möglich ist aber auch, dass Gordian in der Schlacht von Mesiche fiel. Philippus wurde jedenfalls im Anschluss neuer Kaiser.